# Castelul Tauragė
Castelul Tauragė (în lituaniană Tauragės pilis) este o clădire din secolul al XIX-lea din Tauragė, în apropiere de Coasta Baltică. Acesta a fost construit inițial între 1844 și 1847 pentru a servi ca clădire vamală.

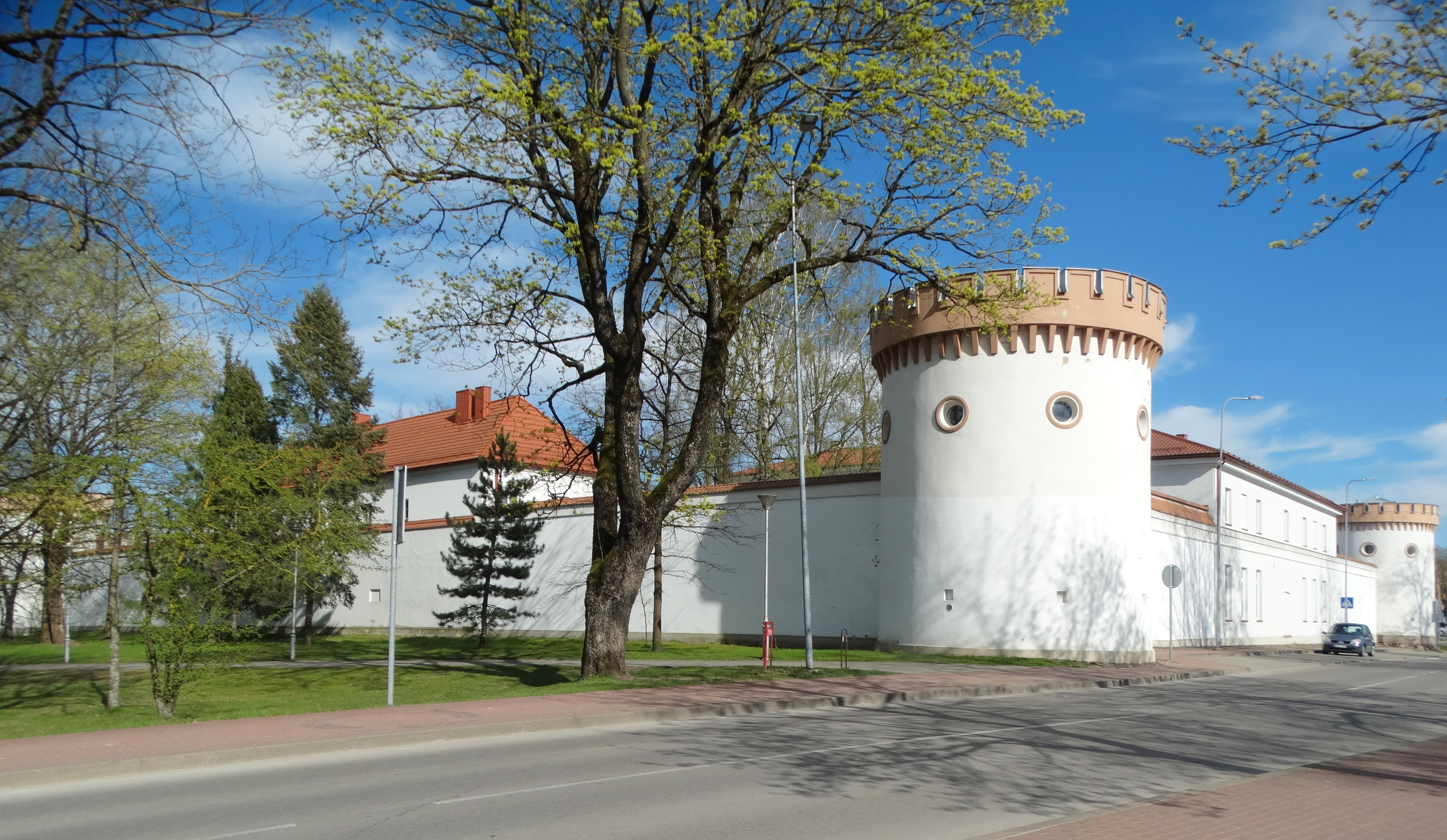
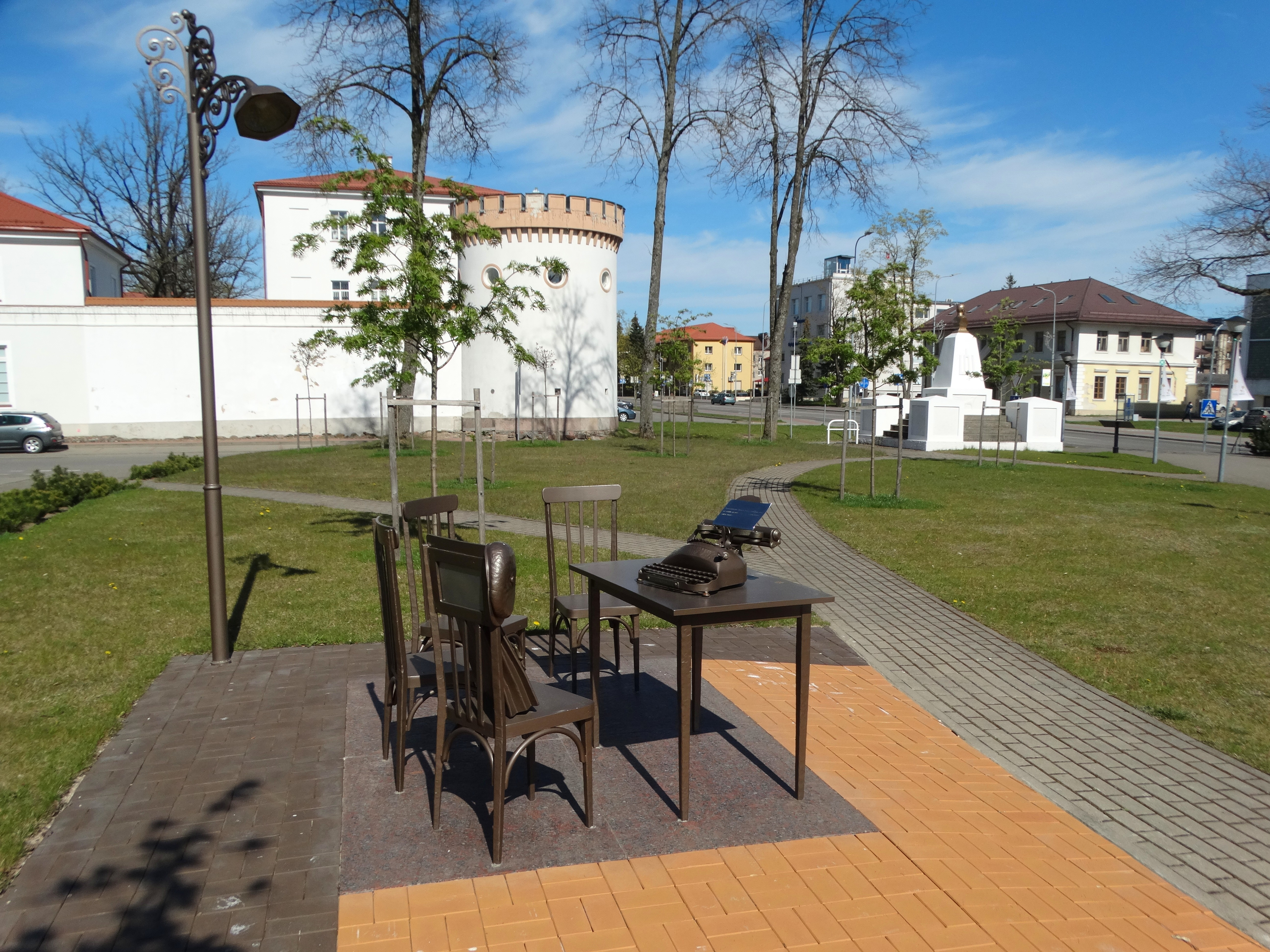
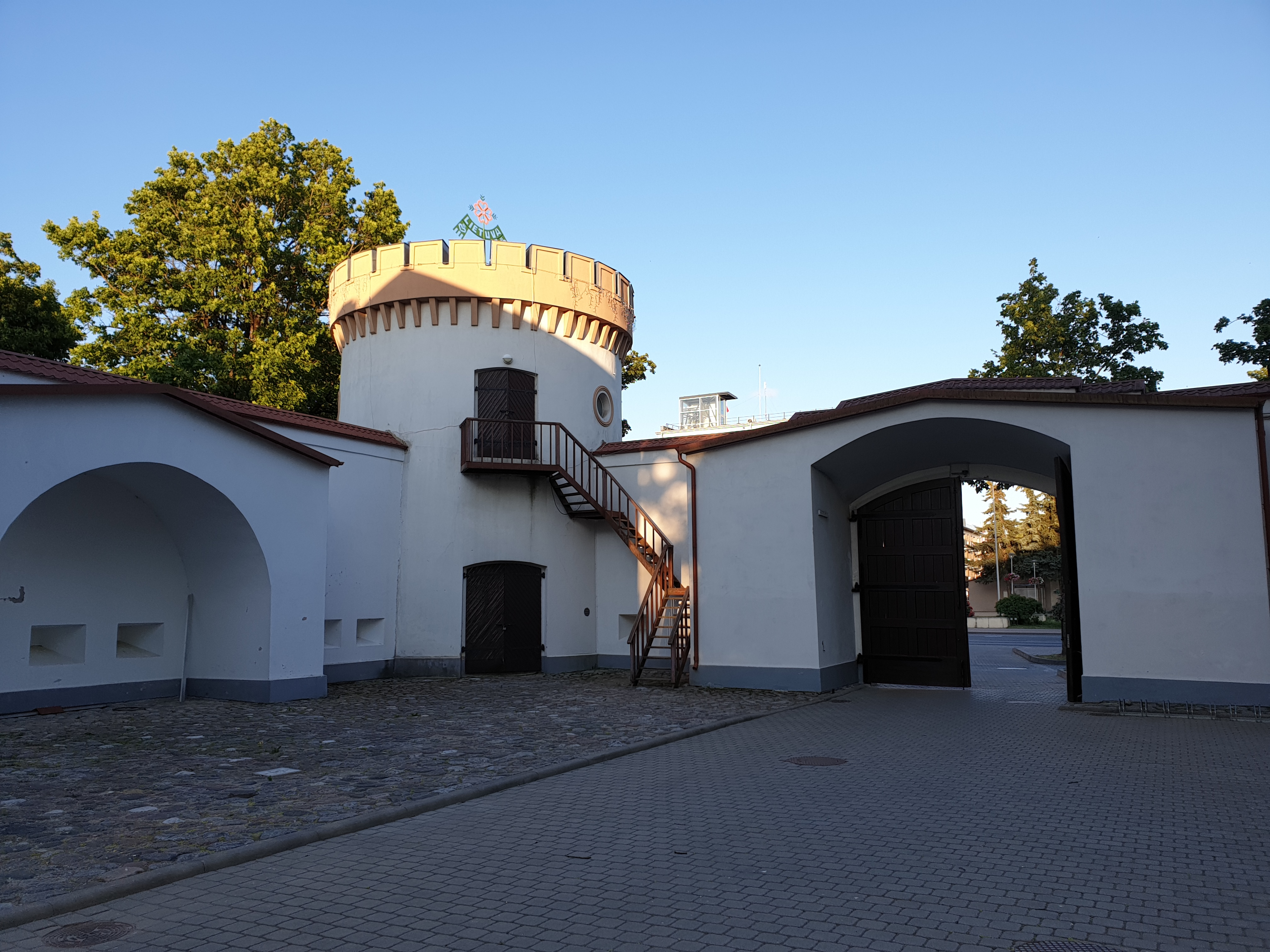